# 修赛寺
修赛寺，又译休色寺、雄色寺，位于西藏自治区拉萨市曲水县才纳乡，是一座藏传佛教宁玛派尼姑寺院。21世纪初，该寺是西藏自治区最大的宁玛派尼姑寺院。该寺原是修赛噶举派的祖寺。

## 简介
修赛寺位于拉萨市曲水县驻地东南方向，拉萨河南岸的束妻山半路坡上。曲水县城距拉萨69公里。修赛寺四周均为灌木，环境清雅。
修赛寺，又译“休色寺”、“雄色寺”，是修赛噶举派的祖寺。由吉贡·楚臣僧格于1181年（藏历金牛年）创建。吉贡·楚臣僧格（1144年－1204年）生于山南雅隆地方，是桂康色哇·察周巴的后代。其父名武官衮劫加（宝护），母名嘉察玛·多德坚。吉贡·楚臣僧格幼名“却吉僧格”（法狮子）。11岁时出家为僧，获法名“楚臣僧格”（戒狮子）。他曾担任察珠长官的管家，后来师从格西霍尔学习“密集灌顶”，取密号“多吉嘉布”（金刚王）。19岁时，赴塔杂（帕竹地方的一个地名）拜帕木竹巴·多吉杰布（1110年－1170年）为师，求得“方便道六法”。帕木竹巴圆寂以后，他去江阁达，拜嘎玛坚巴为师，学习“义传心要教授”；后来，他在峨喀地方师从瑜伽师曲央研习《大手印》、《至尊二面母加持法》（又称“光明母子加持法”，为噶举派密宗修证之中的一种境界）等等密法，这个时候他已摆脱世间八法（佛教认为世间事物为有情世界、八法亦称“八风”，即“利、哀、毁、誉、称、讥、苦、乐”，这八法能引发爱憎）。30岁时，他赴各地云游。在巴尔普获得《垛哈》三法导释的全部教导讲解。后来，他在多隆区的泽喀扎地方，由尼绷为他当施主，一年之中他撰写了《缘起广海》等缘起法类。1181年，他在尼普地方创建修赛寺，并主持该寺24年，发展上千僧众，形成帕竹噶举八小系之一的修赛噶举。修赛噶举派较重视希解派教法的修习，所以有人又将该派划分入希解派。该派一开始便魄力不大，后来逐渐消亡。
14世纪，宁玛派活佛隆钦饶绛·次臣罗哲（1308年－1363年）来到修赛寺的山洞中修行，并著成《七宝藏论》（又称《隆钦七藏》），成为宁玛派僧人必读书。自此，修赛寺改宗宁玛派。后该寺毁于战火。
日后，女活佛雄色·吉尊洛钦来到修赛寺修瑜伽，在她周围常聚有尼姑二、三百人，多时可达到四、五百人。经当地大贵族资助，20世纪初，吉尊洛钦活佛重建修赛寺的大经堂（有柱二十余根）及佛塔，使该寺成为闻名全西藏的尼姑寺。
雄色·吉尊洛钦活佛生于山南乃东县。父亲为贵族子弟。她幼名“杰阿拉姆”。童年时，曾给次仁普赤活佛当佣人，从而学会了佛教基本知识及演唱“喇嘛嘛呢”。14岁她开始在山洞静修；17岁学习密宗，在拉萨接受十三世达赖（1876年－1933年）的灌顶，大活佛协嘎·措如郎杰为她取法名“仁增·曲印桑姆”。后来，她来到藏北达隆寺，默准活佛为她传授宁玛派教义，并在释迦牟尼像前为她披袈裟，准其带发修行。1934年，五世热振出任摄政后，专程来修赛寺拜见吉尊洛钦。吉尊洛钦的功德及威望享誉西藏。
1951年，雄色·吉尊洛钦活佛圆寂之后，她的转世是一位男性，名叫多扎·多吉绕登。多吉绕登1953年生于日喀则，4岁被选入修赛寺。小学毕业后，正逢文化大革命，他停学参加修公路、供水渠、电站。19岁时，他考上初中。1978年，他考上西藏师范学院政语系藏文班。1981年，他到西藏人民广播电台对外部工作。1983年，赴印度、锡金等地朝圣。1984年之后，国家拨款重修修赛寺，他也回到该寺。1987年，经十世班禅过问，多扎活佛进入北京的中国藏语系高级佛学院学习。
修赛寺注重藏密修炼。也有的尼姑修炼“大圆满法”和“拙火定”。据称，尼姑们盘腿坐在羊皮垫子上，仅穿一条短裤，禅定带从脖子上悬下，绕过双膝；嘴巴下面还要垫一块木头。修好“拙火定”的尼姑们，可将浸湿的白布烘干。如今，此种功法仍在传承。
该寺的主要建筑有经堂、佛塔等等。